# Amphipterygium molle
Amphipterygium molle là một loài thực vật có hoa trong họ Đào lộn hột. Loài này được (Hemsl.) Hemsl. & Rose ex Standl. mô tả khoa học đầu tiên năm 1923.